# Godefroid Van Melderen
Godefroid Van Melderen, né le 25 avril 1886 à Koekelberg (Bruxelles) en Belgique et mort à une date inconnue, est un footballeur international belge qui joue au poste de gardien de but au début du XXe siècle. Il compte deux sélections avec l'équipe nationale belge en 1909.

## Biographie
Godefroid Van Melderen débute en première division avec l'Olympia Club de Bruxelles lors de la saison 1903-1904. Le club cesse ses activités en fin de saison et le joueur reste un an sans club. Il rejoint ensuite le Daring Club de Bruxelles, où il reste quatre saisons dans les buts. 
En 1909, il quitte le club et ne joue pas pendant deux ans. Il reprend le football en 1911 à l'Antwerp Football Club, dont il devient le gardien de but titulaire jusqu'au déclenchement de la Première Guerre mondiale. On perd sa trace pendant le conflit.

## Sélections internationales
Godefroid Van Melderen a disputé deux rencontres avec les « Diables Rouges », toutes deux soldées sur une défaite, dont une 11-2 contre l'équipe d'Angleterre amateur qui constitue le plus large revers de la sélection belge.
| Date       | Adversaire         | Lieu      | Score |
| ---------- | ------------------ | --------- | ----- |
| 11/04/1909 | Angleterre amateur | Londres   | 11-2  |
| 25/04/1909 | Pays-Bas           | Rotterdam | 4-1   |